# 羅洛渾
羅洛渾（1623年4月1日（天命八年三月初二）—1646年9月11日（順治三年八月初三）），又作洛洛歡，滿洲愛新覺羅氏。清太祖努爾哈赤曾孫、禮烈親王代善長子克勤郡王岳託的長子。
崇德三年（1638年），其父岳託死後，襲爵位為貝勒。崇德五年（1640年），迎接蒙古多羅特部蘇班岱、阿爾巴岱於杏山時，以搏戰破遇到的明軍，被賞賜御廄良馬一匹。後來加入圍攻錦州。再跟從大軍伐明，攻克松山，賞賜蟒緞。崇德八年（1643年），因嗜酒妄議之罪，及敏惠恭和元妃治喪期間不輟絲竹，朝廷削去其爵位。旋又復封回原本爵位，只命濟爾哈朗及多爾袞對他戒諭。順治元年（1644年），跟從大軍平定京師，進封為衍禧郡王。順治三年（1646年），羅洛渾跟從肅親王豪格征戰四川，在軍中逝世。康熙年間，追謚為「介」，是為衍禧介郡王。其子羅科鐸承襲其爵位。

## 家族
- 父：克勤郡王岳託
- 母：嫡福晉納喇氏[1]
- 妻妾：[1]
  - 嫡福晉佟佳氏，佟養性女
- 子：[1]

1. 平比郡王羅科鐸
2. 巴哈塔
3. 貝勒諾尼